# Гоца Божиновска
Гордана „Гоца” Божиновска (16. јануар 1965, Самаила) српска је певачица.

## Биографија
Пре него што је постала позната, певала је у ресторанима на Ибарској магистрали и живела са Весном Змијанац. Први албум је снимила 1984. године, али он не пролази запажено. Наредних година снима још два албума, који јој не доносе популарност. Четврти албум снимила је тек 1997. године, када је имала први хит — песму „Још сам јака.“ Успех наредног албума био је нешто већи. „Животна грешка“ наишла је на добар пријем код публике, као и песма „Или иди, или ја ћу“, док је фолк песма „Окови“ постала једна од најпопуларнијих у земљи и највећи хит у Гоциној каријери. Песме које је снимила касније, а које су оствариле популарност, јесу „Опомена“ , „Са мном се немој надати срећи“, „Ја његова, a ти њен“, „Магија“, „Пут под ноге“ и „Казнио ме живот“ (дует са Енесом Беговићем). Године 2003. Божиновска снима албум који остварује већи успех од свих које је икад снимила. Готово све песме на њему биле су хитови, а најпознатије међу њима су: „Неодољиво“, „У најбољим годинама“, „Горко кајање“, „Дала сам оглас“, „Никад прва, увек друга“ и „Казна“. Године 2008. снимила је дует са својом колегиницом и великом пријатељицом Златом Петровић, „Моја стара другарице” који се нашао на Златином албуму „Хајде чик”.
Њена ћерка Јелена Вучковић је такође певачица и  била је једна од финалисткиња Звезда Гранда. Супруг јој је био боксер  Зоран Шијан, са којим има ћерку Зорану и сина Мирка.
Божиновска је 2013. године била најплаћенија учесница и највећа звезда ријалити-шоуа Фарма 2013. Избачена је након неколико месеци због физичког разрачунавања са фолк певачицом Весном Ривас, али је убрзо и враћена назад. Остала је све до самог Суперфинала. После изласка са Фарме снима нови сингл Кога да кривим.

## Дискографија

#### Албуми
- Ти ми беше од злата јабука (1984)
- Не иди (1987)
- Желим да ме желиш (1989)
- Још сам јака (1997)
- Животна грешка (1998)
- Опомена (2000)
- Пут под ноге (2002)
- У најбољим годинама (2003)

#### Синглови
- Забрањујем срцу да те воли (1989)
- Извини што нисам тужна (1997)
- Окови (1998)
- Казнио ме живот (2000) дует са Енес Беговић
- Неодољиво (2003)
- У најбољим годинама (2003)
- Љубав из рачуна (2003) дует са Јашар Ахмедовски
- Моја стара другарице (2008) дует са Злата Петровић
- Кога да кривим (Био си моја светлост, моја тама) (2013)

## Фестивали
- 1998. Моравски бисери - Човек мог живота